# Мелех, Олег
Олег Мелех (латыш. Oļegs Meļehs, род. 24 марта 1982, Рига) — латвийский шоссейный велогонщик.

## Карьера
Чемпион Латвии в групповой и индивидуальной гонках. Участник чемпионатов мира. В 2007 принял участие на чемпионате мира по веломарафону в классе BMX.
Перенёс вирус Эпштейна — Барра, в 2010 году получил серьезную травму спины.

## Достижения
2003
3-й на Чемпионат Латвии — групповая гонка
2004
 Чемпион Латвии — групповая гонка
 Чемпион Латвии — индивидуальная гонка
2005
2-й на Чемпионат Латвии — индивидуальная гонка
2006
2-й на Чемпионат Латвии — групповая гонка
2-й на Чемпионат Латвии — индивидуальная гонка
2007
2-й на Чемпионат Латвии — групповая гонка
2-й на Чемпионат Латвии — индивидуальная гонка
3-й на Вламсе Пейл
2008
Гран-при Москвы
2-й на Чемпионат Латвии — индивидуальная гонка
2009
 Чемпион Латвии — групповая гонка

## Рейтинги
| Год                 | 2009  | 2010 | 2011   | 2012   |
| ------------------- | ----- | ---- | ------ | ------ |
| Европейский тур UCI | 589-й | -    | 1164-й | 1097-й |
|                     |       |      |        |        |
| Источник: UCI       |       |      |        |        |